# Carmichaelia muritai
Carmichaelia muritai is een plantensoort uit de vlinderbloemenfamilie (Fabaceae). Het is een kleine boom met veel rechtopstaande bruinachtige en bladerloze twijgen. De onderste twijgen hangen naar beneden. De bloemen zijn klein en hebben een erwtachtige vorm. De kleur van deze bloemen is roze met een donkerder hart, deze groeien in opvallende lange aren. De vruchten zijn  kleine droge peulen met daarin één of twee harde geelachtige zaden.
De soort komt voor in Nieuw-Zeeland, waar hij aangetroffen wordt op het Zuidereiland, in de regio Marlborough. Hij groeit daar in kustbossen in de nabijheid van Clifford Bay. De boom groeit in grof en vrij doorlatend grind op geërodeerde kustkliffen. De soort staat op de Rode Lijst van de IUCN geklasseerd als 'kritiek'.

## Synoniemen
- Chordospartium muritai A.W.Purdie